# Il Sodoma
Giovanni Antonio Bazzi, detto il Sodoma (Vercelli, 1477 – Siena, 15 febbraio 1549), è stato un pittore italiano del Rinascimento.

## Biografia
Nato a Vercelli (secondo taluni a Siena o a Vergelle) nel 1477 dal calzolaio Giacomo Bazzi, originario forse di Biandrate, e da Angela da Bergamo; 
La sua presenza a Roma è documentata nel 1508, quando il papa Giulio II gli commissionò le decorazioni del soffitto della Stanza della Segnatura in Vaticano. Nell'affresco La scuola di Atene, di Raffaello Sanzio (1509-1511), il Sodoma stesso è raffigurato vicino a Raffaello.
Nella villa Farnesina, a Roma, è conservato un suo affresco con le Nozze di Alessandro e Rossane, dipinto per il banchiere senese Agostino Chigi. L'affresco è ispirato a un'opera greca perduta, un quadro del pittore Aezione (IV secolo a.C.), descritto nel II secolo dallo scrittore greco Luciano di Samosata.
Sodoma si sposò in gioventù, ma presto si separò da sua moglie. Una sua figlia sposò Bartolomeo Neroni, detto anche Riccio Sanese o Maestro Riccio, uno dei suoi principali allievi.
Il curioso soprannome, con cui egli stesso talvolta si firmava e attestato dal 1512, deriverebbe, stando a Giorgio Vasari, proprio dai costumi sessuali del pittore; è stato anche affermato che il nome sia stato il risultato di uno scherzo e che Bazzi sembra averlo portato con orgoglio. C'è anche chi pensa che il soprannome non avesse nulla a che fare con il significato di sodomia, ma fosse la spiritosa toscanizzazione di un intercalare del pittore in lingua piemontese («sù, ‘ndoma!» = orsù, andiamo!), usato ancora oggi per esortare a sbrigarsi; da cui il motto: «val pussè 'n andé che cent andoma (= 'ndoma)» = vale di più un andare che cento «andiamo».
La figura artistica del Sodoma costituisce una sorta di ponte tra tardo rinascimento e manierismo; a Siena in particolare la sua importanza fu notevole nell'imprimere le linee generali al successivo manierismo senese.
Tra coloro che si occuparono della figura del Sodoma emerge Luigi Bruzza.
Giovanni Antonio Bazzi non va confuso con un pittore parmense suo contemporaneo, che portava gli stessi nomi e lo stesso cognome e che fu attivo fra Bologna, Modena e Parma.

## Opere (parziale)
- Allegoria dell'Amore Celeste, olio su tavola, c. 1504, 74.8×168 cm (Palazzo Chigi-Saracini, Siena)
- Storie di san Benedetto di Monte Oliveto Maggiore, ciclo di affreschi, c. 1505–1508, (Abbazia di Monte Oliveto Maggiore, Chiusure, Asciano): 
  - Benedetto lascia la casa paterna e va a studiare a Roma
  - Benedetto abbandona la scuola di Roma
  - Benedetto ripara il capistero rotto
  - Il monaco Romano dona a Benedetto l'abito da eremita
  - Il Demonio rompe la campanella
  - Un prete ispirato da Dio porta da mangiare a Benedetto nel giorno di Pasqua
  - Benedetto istruisce alla dottrina i contadini
  - Benedetto, tentato d'impurità, supera la tentazione
  - Benedetto cede alle preghiere di alcuni eremiti e gli consente di essere loro capo
  - Benedetto rompe un bicchiere di vino avvelenato col segno della croce
  - Benedetto fonda dodici monasteri
  - Benedetto riceve Mauro e Placido
  - Benedetto percuote e libera un monaco indemoniato
  - Benedetto, pregato dai monaci, crea una sorgente d'acqua sulla cima di un monte
  - Benedetto recupera un roncone che era caduto nel fondo di un lago
  - Mauro, mandato a salvare Placido, cammina sopra l'acqua
  - Benedetto trasforma un fiasco di vino nascostogli da un garzone in una serpe
  - Florenzo tenta di avvelenare Benedetto
  - Florenzo manda "male femmine" al monastero
  - Benedetto predice la distruzione di Montecassino
  - Benedetto ottiene farina in abbondanza e ne ristora i monaci
  - Benedetto appare a due monaci lontani e presenta loro il piano di costruzione di un monastero
  - Benedetto scomunica due religiose e le assolve alla loro morte
  - Benedetto fa portare il corpo di Cristo sopra al monaco che la terra non voleva ricevere
  - Benedetto perdona al monaco che, volendo fuggire dal monastero, trova un serpente sul suo cammino
  - Benedetto libera solo con lo sguardo un contadino che era legato
- Ratto delle Sabine, olio su tavola, c. 1506–1507, 74.8×168 cm (Galleria Nazionale d'Arte Antica, Palazzo Barberini, Roma)
- Venere terrestre con Eros e Venere celeste con Anteros, olio su tavola, c. 1508, 61 cm di diametro (Museo del Louvre, Parigi)
- Cupido in un paesaggio, c. 1510, 68×129 cm, olio su tela (Ermitage, San Pietroburgo)
- Flagellazione, c. 1510, 36.5×70.3 cm, olio su tavola (Museo di Belle Arti, Budapest)
- Via del Calvario, c. 1510, 36.5×62 cm, olio su tavola (Museo di Belle Arti, Budapest)
- Ecce Homo, c. 1510, 60×46 cm, olio su tavola (Pinacoteca di Brera, Milano)
- Ecce Homo, c. 1510, 85×60 cm,  olio su tavola (Galleria degli Uffizi, Firenze)
- Leda e il Cigno (copia da Leonardo da Vinci), c. 1510–1515, 112×86 cm, olio su tavola (Galleria Borghese, Roma)
- Deposizione, c. 1510–1513, 426×263 cm, olio su tavola (Pinacoteca Nazionale, Siena)
- Sacra Famiglia, c. 1513, 65.5×48 cm, tempera su tavola (Galleria Sabauda, Torino)
- Madonna con il Bambino e i santi Girolamo, Caterina d'Alessandria, Lucia, Giovanni evangelista e Angeli, c. 1513, 65.5×48 cm, olio su tavola (Galleria Sabauda, Torino)
- Morte di Lucrezia, c. 1513, 71×61 cm, olio su tavola (Museo di Belle Arti, Budapest)
- Morte di Lucrezia, olio su tavola, c. 1515, 99×76 cm (Galleria Sabauda, Torino)
- Cenacolo di Monte Oliveto, affresco (staccato), c. 1515–1516, 247×625 cm (Chiesa di San Bartolomeo a Monte Oliveto, Firenze)
- Famiglia di Dario davanti ad Alessandro, affresco, c. 1517 (Villa Farnesina, Roma)
- Nozze di Alessandro e Rossane, affresco, c. 1517, 370×660 cm (Villa Farnesina, Roma)
- Alessandro Magno doma Bucefalo, affresco, c. 1517 (Villa Farnesina, Roma)
- Alessandro in battaglia, affresco, c. 1517 (Villa Farnesina, Roma)
- San Giorgio e il Drago, olio su tela, c. 1518, 137.8×97.6 cm (National Gallery of Art, Washington D.C.)
- Sacra Famiglia con san Giovanni Battista, olio su tela, c. 1520–1530, 83.5×58 cm (Kunsthistorisches Museum, Vienna)
- San Sebastiano, olio su tela, c. 1525, 206×154 cm (Galleria Palatina di Palazzo Pitti, Firenze)
- Madonna col Bambino, San Giovanni Battista e Santa Elisabetta, olio su tavola, c. 1525–1530, 115 cm di diametro (Walters Art Museum, Baltimora)
- Sacra Famiglia, olio su tavola, c. 1525–1530 (Galleria Borghese, Roma)
- San Giovanni Battista, olio su tavola, c. 1526–1527 (Museo dell'Opera Metropolitana, Siena)
- Madonna col Bambino, olio su tavola, c. 1526–1527 (Museo dell'Opera Metropolitana, Siena)
- San Bernardino, olio su tavola, c. 1526–1527 (Museo dell'Opera Metropolitana, Siena)
- Cristo in pietà, olio su tavola, c. 1526–1527 (Museo dell'Opera Metropolitana, Siena)
- Sacra Famiglia con San Giovannino, olio su tavola, c. 1530, 70×47 cm (Museo Civico, Montepulciano)
- Compianto sul Cristo morto, olio su tavola, c. 1533, 111.5×87 cm (Museo Soumaya, Città del Messico)
- Sposalizio mistico di Santa Caterina, olio su tavola, c. 1539–1540, 95×76 cm (Galleria Nazionale d'Arte Antica di Palazzo Barberini, Roma)
- Pietà, olio su tavola, c. 1540, 69×58 cm (Galleria Borghese, Roma)
- Ecce Homo, olio su tela, c. 1540–1549, 60×59.1 cm (Metropolitan Museum of Art, New York)
- Natività della Vergine, c. 1545 (Chiesa e convento di San Niccolò del Carmine, Siena)
- Ascensione, affresco, XVI secolo (Chiesa dei Santi Pietro e Andrea, Trequanda)
- Madonna col Bambino, gli Arcangeli Michele e Raffaele, e un donatore (attribuzione incerta), affresco, XVI secolo (Basilica di Sant'Agata, Asciano)
- Pietà (attribuzione incerta), affresco, XVI secolo (Basilica di Sant'Agata, Asciano)
- Esaltazione della Croce (attribuzione incerta), affresco, XVI secolo (Santuario della Madonna del Monte, Isola d'Elba)